# Клімат Франції
Клімат Франції, за винятком гірських районів і північного сходу країни, переважно помірний, з м'якими зимами. Атлантика дуже впливає на північний захід, де погода характеризується високою вологістю, частими сильними західними вітрами і великою кількістю дощів.

## Загальна характеристика
Франція лежить у помірних широтах і є єдиною європейською країною, яка лежить у чотирьох кліматичних зонах: атлантична (на заході), континентальна (в центрі і на сході), альпійська і середземноморська (на півдні).
Клімат Франції сприятливий для життя населення. Кліматичні умови досить різноманітні. Для Нормандії і Бретані характерним є морський клімат, що поширює свій вплив на всю західну частину країни. Особливо м'яким і вологим кліматом відрізняється Бретань, для якої характерна мала різниця між літніми та зимовими температурами, а також похмурі дні з сильними вітрами. Узимку тут тепло (середня температура січня +7 ° С), але літо прохолодне, похмуре (у липні +17 ° С). У східних районах країни домінує континентальний клімат: тут річна амплітуда середньомісячних температур досягає 20 ° С.
Рівнини на південному узбережжі мають приємний середземноморський клімат: морози тут вкрай рідкісні, проливні дощі навесні і восени хоч і сильні, але короткочасні, а влітку дощів практично не буває. Південь Франції - регіон, де близько 100 днів у році дує «Містраль» - холодний сухий вітер з долини Рони. І справді райський клімат Французької Рив'єри.

## Кліматичні дані за деякими містами
Середня температура січня в Парижі від + 1 ° до + 6 ° С, середня температура липня від +15 ° до +25 ° С. У Марселі на середземноморському узбережжі від +2 ° С до +10 ° С у січні та від +17 ° до +29 ° С в липні. У Ніцці середня температура липня +23 ° С, січня +8 ° С. У горах - Альпах, Піренеях, Центральному масиві - відзначаються низькі зимові температури, сильні вітри, велика кількість опадів, тривалий сніговий покрив. Середньорічна кількість опадів на більшій частині країни становить 600-1000 мм, при цьому опади розподіляються на території країни, за винятком узбережжя Середземного моря, відносно рівномірно.

## Клімат Заморської Франції
Французькі заморські території в основному знаходяться в тропічній зоні та мають такий або близький теплий клімат. Виняток - Сен-П'єр та Мікелон (помірний клімат) та Французькі Антарктичні Території (помірний та субантарктичний пояси).